# میکل مرینو
میکل مرینو زازون (اسپانیایی: Mikel Merino Zazón‎؛ زادهٔ ۲۲ ژوئن ۱۹۹۶) بازیکن فوتبال اهل اسپانیا است.
از باشگاه‌هایی که در آن بازی کرده‌است می‌توان به اوساسونا، بروسیا دورتموند، نیوکاسل یونایتد و رئال سوسیداد و آرسنال اشاره کرد.